# Paraje San Manuel
Colonia San Manuel es una localidad argentina ubicada en el Departamento General Obligado de la Provincia de Santa Fe. Se encuentra 5 km al oeste del arroyo El Rey y 11 km al norte de La Sarita, de la cual depende administrativamente, y a 50 km de Reconquista. El poblado cuenta con una población equivalente a la de la cabecera comunal.
Cuenta con un puesto de salud (SAMCO), con una escuela primaria y una escuela secundaria (Anexo a la escuela secundaria de la localidad de Tartagal) El acceso es a través de la Ruta Provincial 96, para lo cual deben recorrerse 30 km de calzada natural desde la intersección de ésta con la Ruta Provincial 40. Distancia de calzada natural que el poblado pide acortar con nuevo puente sobre el arroyo El Rey. La red cloacal fue inaugurada en 2012.

## Población
En el censo de 2010 se contabilizaron 164 habitantes, lo que representa una caída de casi la mitad de la población frente a los 311 del año 2001.

## Fiesta Patronal
El santo patrono de la localidad es la virgen de Itatí, a la cual se le rinde homenaje realizando la celebraciíon de la fiesta patronal del pueblo el 9 de julio de cada año.

## Actividades económicas
Las actividades económicas principales de la localidad son la agricultura y ganadería, sumado a la explotación forestal.